# Radiokemi
 Denne artikel bør gennemlæses af en person med fagkendskab for at sikre den faglige korrekthed.

Radiokemi er kemien i radioaktivt materiale, hvor de radioaktive isotoper af grundstoffer bruges til at undersøge de egenskaber og kemiske reaktioner af ikke-radioaktive isotoper (oftest inden for radiokemi, vil mangel på radioaktivitet beskrives som inaktivt stof, da det er stabile isotoper). Meget af radiokemien omhandler brugen af radioaktivitet til at studere almindelige kemiske reaktioner.
Radiokemi omfatter undersøgelse af både naturlige og menneskeskabte radioaktive isotoper. Radiokemi benyttes blandt andet inden for miljøværn, efterforskningsboring, kernekraft og nuklearmedicin.

## Primære henfald
Alle radioisotoper er ustabile isotoper af grundstoffer, der gennemgår radioaktive henfald og udsender en form for stråling. Den udsendte stråling kan være en af tre typer; alfa-, beta-, eller gammastråling.
1. α (alfa)-stråling – emissionen af en alfa-partikel (som indeholder 2 protoner og 2 neutroner) fra en atomkerne. Når dette sker, vil atomets atommasse falde med 4 enheder og atomnummeret vil falde med 2 enheder.
2. β (beta)-stråling – transmutation af en neutron til en elektron og en proton. Når dette sker, udsendes elektronen fra kernen i orbitalen. Atomet ændres til det næste grundstof i det periodiske system.
β+ (beta+)-stråling – i atomkerner med for mange protoner kan en proton omdannes til en neutron og en positron. Atomet ændres til det forrige grundstof i det periodiske system.
3. γ (gamma)-stråling – emission af elektromagnetisk energi (såsom røntgenstråler) fra kernen af et atom. Dette sker normalt i løbet af alfa- eller betaradioaktivt henfald.
Disse tre typer af stråling kan karakteriseres ved deres forskel i de gennemtrængende effekter.
Alfastråling kan stoppes ret let ved nogle få centimeter i luft, eller et stykke papir og er ækvivalent til en heliumkerne. Betastråling kan blive afskåret af en aluminiumplade, der blot er et par millimeter tyk og her bremses den elektroner. Gammastråling er den mest gennemtrængende af de tre og er masseløse højenergi-fotoner. Gammastråling kræver en betydelig mængde af tungmetaller som beskyttelse mod stråling (som regel bly- eller barium-baseret) for at reducere dens intensitet.

## Aktiveringsanalyse
Med neutronstråling af objekter er det muligt at inducere radioaktivitet; denne aktivering af stabile isotoper til at skabe radioisotoper, der er grundlaget for neutronaktiveret analyse. Et af de mest interessante objekter, der er blevet undersøgt på denne måde er håret af Napoleons hoved, der er blevet undersøgt for deres indhold af arsen.
En række forskellige eksperimentelle metoder forekommer, disse er blevet designet til at muliggøre måling af en række forskellige elementer i forskellige matricer. At reducere virkningen af den matrix, er det almindeligt at bruge kemisk ekstraktion af det ønskede grundstof og/eller at tillade radioaktiviteten fra matrix-elementerne til henfald før måling af radioaktivitet. Da matrix-virkningen kan korrigeres, for ved at observere henfalds-spektrummet skal kun en ringe eller ingen prøveforberedelse nødvendigt (gældende for nogle prøver), for at gøre neutronaktiveret analyse mindre modtagelige for forurening.
Virkningerne af en række forskellige køletider kan ses, hvis en hypotetisk prøve der indeholder natrium, uran og kobolt i et 100:10:1-forhold blive udsat for en meget kort puls af termiske neutroner. Den oprindelige radioaktivitet ville blive domineret af 24Na-aktiviteten (halveringstid: 15 timer), men med stigende 239Np-aktivitet (halveringstid 2,4 d efter dannelsen fra moderkernen 239U med en halveringstid på 24 min) og endelig kommer 60Co-aktiviteten (5,3 år) der dominerer.

## Biokemiske anvendelser
Et biologisk område er studiet af deoxyribonukleinsyre ved hjælp af radioaktivt fosfor-32. I disse eksperimenter vil stabil fosfor substitueres kemisk identisk med radioaktivt fosfor-32, og den deraf følgende radioaktivitet anvendes i analysen af molekyler og deres adfærd.
Et andet eksempel er det eksperiment, der blev udført på methylering af grundstoffer såsom svovl, selen, tellur og polonium i levende organismer. Det er blevet påvist, at bakterier kan konvertere disse grundstoffer i flygtige forbindelser, det menes at methylkobalamin (vitamin B12) alkylaterer disse grundstoffer til at skabe dimethyler. Det har vist sig, at en kombination af koboltoxim og uorganisk polonium i sterilt vand danner en flygtig polonium-forbindelse, mens et kontrol-eksperiment, som ikke indeholder koboltsammensætninger ikke danner en flygtig poloniumforbindelse. Ved svovl-undersøgelserne blev isotopen 35S brugt, mens 207Po blev anvendt ved polonium-undersøgelserne. I noget relateret arbejde ved tilsætning af 57Co til en bakteriekultur, efterfulgt af isolering af kobalamin fra bakterier (og måling af radioaktivitet i isoleret kobalamin) blev det vist, at de bakterier omdanner kobolt til methylkobalamin.

## Miljøundersøgelser
Radiokemi omfatter også studiet om adfærd af radioisotoper i miljøet, for eksempel kan en skov- eller græsbrand gøre radioisotoper aktive igen. I disse eksperimenter var branden indledt i den udelukkede zone omkring Tjernobyl og radioaktivitet i luftvindretningen blev observeret.
Det er vigtigt at bemærke at en lang række processer er i stand til at frigøre radioaktivitet i miljøet, for eksempel virkningen af kosmiske stråler om luften, er ansvarlig for dannelsen af radioisotoper (såsom 14C og 32P), henfald af 226Ra-former og 222Rn som er en gas der kan diffuse gennem klipperne inden de kommer ind bygninger og opløses i vand og dermed i drikkevand ud menneskelige aktiviteter, såsom bombetests, ulykker, og normal udslip fra industrien har medført udslip af radioaktivitet.

### Kemisk form af actiniderne
Miljøkemien i nogle radioaktive grundstoffer såsom plutonium kompliceres af den kendsgerning, at en løsning af dette grundstof kan undergå disproportionation, og som følge heraf forekommer mange forskellige oxidationstilstande, der kan eksistere side om side på en gang. Noget af arbejdet er blevet udført på identifikation af oxidationstrin og koordinering af antallet af plutonium og andre actinider under forskellige forhold er blevet færdiggjorte. Dette omfatter forskning i begge løsninger af relativt simple komplekser og arbejde på kolloider. To af de vigtigste matricer er jord/sten og beton; i disse systemer er de kemiske egenskaber af plutonium blevet undersøgt ved hjælp af metoder som f.eks. EXAFS og XANES.

### Kolloiders bevægelse
Mens bindingen af et metal til overfladen af jordpartikler kan forhindre dens bevægelse gennem et lag af jord, er det muligt for partikler i jorden som er forsynet med radioaktivt metal, at migrere som kolloide partikler gennem jord. Dette har vist sig at forekomme ved anvendelse af jordpartikler mærket med 134Cs; disse har vist sig at være i stand til at bevæge sig gennem sprækker i jorden..

#### Baggrundsstråling
Radioaktivitet er til stede overalt (og har været siden dannelsen af Jorden). Ifølge Det Internationale Atomenergiagentur indeholder et kg jord typisk følgende mængder af tre naturlige radioisotoper 370 Bq 40K (typisk 100-700 Bq), 25 Bq 226Ra (typiske 10-50 Bq), 25 Bq 238U (typisk 10-50 Bq) og 25 Bq 232Th (typisk 7-50 Bq).

### Mikroorganismer
Mikroorganismers stofskifte kan fiksere uran; thermoanaerobacter kan bruge krom(VI), jern(III), kobolt(III), mangan(IV) og uran(VI), som elektronacceptorer, mens acetat, glukose, brint, laktat, pyruvat, succinat, og xylose kan fungere som elektron-donorer for bakteriernes stofskifte. På denne måde kan metallerne reduceres til at danne magnetit (Fe3O4), siderit (FeCO3), rodokrosit (MnCO3), og uraninit (UO2). Andre forskere har også arbejdet med fastsættelse af uran ved hjælp af bakterier, Francis R. Livens et al. (forsker i Manchester) har foreslået, at grunden til, at Geobacter sulfurreducens kan reducere UO22+-kationer til urandioxid er, at bakterier reducerer uranyl-kationer til UO2+, som derefter gennemgår disproportionation for at danne UO22+ og UO2. Dette ræsonnement er baseret på (i hvert fald delvis) på den iagttagelse, at NpO2+ ikke konverteres til en uopløselig neptuniumoxid af bakterier.